# René Maublanc
René Maublanc (ur. 17 lipca 1891 w Nantes, zm. 20 stycznia 1960 w Paryżu) – francuski filozof, marksista, członek Francuskiej Partii Komunistycznej, członek ruchu oporu w trakcie II wojny światowej, propagator i znawca twórczości Fouriera, nad którą pracował wraz z Félixem Armandem.